# Kabinett Gül
Mit dem Begriff Kabinett Gül wird die vom 18. November 2002 bis 14. März 2003 amtierende 58. Regierung der Republik Türkei unter Abdullah Gül bezeichnet. Das nachfolgende Kabinett ist das Kabinett Erdoğan I, das unter der Führung Recep Tayyip Erdoğans stand. Alle Minister des Kabinetts sind Mitglieder der Partei für Gerechtigkeit und Aufschwung (AKP).

## Minister
| deutsche Amtsbezeichnung                               | türkische Amtsbezeichnung            | Amtsinhaber          | Partei |
| ------------------------------------------------------ | ------------------------------------ | -------------------- | ------ |
| Ministerpräsident                                      | Başbakan                             | Abdullah Gül         | AKP    |
| Stellvertretender Ministerpräsident und Staatsminister | Devlet Bakanı ve Başbakan Yardımcısı | Mehmet Ali Şahin     | AKP    |
| Stellvertretender Ministerpräsident und Staatsminister | Devlet Bakanı ve Başbakan Yardımcısı | Ertuğrul Yalçınbayır | AKP    |
| Stellvertretender Ministerpräsident und Staatsminister | Devlet Bakanı ve Başbakan Yardımcısı | Abdullatif Şener     | AKP    |
| Staatsminister                                         | Devlet Bakanı                        | Mehmet Aydın         | AKP    |
| Staatsminister                                         | Devlet Bakanı                        | Beşir Atalay         | AKP    |
| Staatsminister                                         | Devlet Bakanı                        | Ali Babacan          | AKP    |
| Staatsminister                                         | Devlet Bakanı                        | Kürşad Tüzmen        | AKP    |
| Justizminister                                         | Adalet Bakanı                        | Cemil Çiçek          | AKP    |
| Minister für Nationale Verteidigung                    | Millî Savunma Bakanı                 | Mehmet Vecdi Gönül   | AKP    |
| Minister für Innere Angelegenheiten                    | İçişleri Bakanı                      | Abdülkadir Aksu      | AKP    |
| Minister für Auswärtige Angelegenheiten                | Dışişleri Bakanı                     | Yaşar Yakış          | AKP    |
| Finanzminister                                         | Maliye Bakanı                        | Kemal Unakıtan       | AKP    |
| Minister für Nationale Bildung                         | Millî Eğitim Bakanı                  | Erkan Mumcu          | AKP    |
| Minister für Bauwesen und Besiedlung                   | Bayındırlık ve İskan Bakanı          | Zeki Ergezen         | AKP    |
| Gesundheitsminister                                    | Sağlık Bakanı                        | Recep Akdağ          | AKP    |
| Minister für Verkehr, Schifffahrt und Kommunikation    | Ulaştırma Bakanı                     | Binali Yıldırım      | AKP    |
| Minister für Landwirtschaft und Dorfangelegenheiten    | Tarım ve Köyişleri Bakanı            | Sami Güçlü           | AKP    |
| Minister für Arbeit und Soziale Sicherheit             | Çalışma ve Sosyal Güvenlik Bakanı    | Murat Başesgioğlu    | AKP    |
| Minister für Industrie und Handel                      | Sanayi ve Ticaret Bakanı             | Ali Coşkun           | AKP    |
| Minister für Energie und Naturschätze                  | Enerji ve Tabii Kaynaklar Bakanı     | Mehmet Hilmi Güler   | AKP    |
| Minister für Kultur und Tourismus                      | Kültür ve Turizm Bakanı              | Hüseyin Çelik        | AKP    |
| Umweltminister                                         | Çevre Bakanı                         | İmdat Sütlüoğlu      | AKP    |
| Minister für Wald                                      | Orman Bakanı                         | Osman Pepe           | AKP    |